# فيتولد غومبروفيتش
ڤيتولد ماريان غومبروڤيتش (بالبولندية: Witold Gombrowicz) (ولد في 4 أغسطس 1904 – وتوفي في 24 يوليه 1969) يعد واحداً من أبرز الأدباء البولونيين في القرن العشرين. كان سليل عائلة أرستقراطية ثرية. درس الحقوق في جامعة وارسو، لكنه لم يمتهن المحاماة، بل التفت إلى اهتماماته الأدبية، وإلى صياغاته النقدية اللاذعة التي كان يعري بها زيف الأوساط الأرستقراطية وجهلها وادعاءها.

## السيرة الذاتية

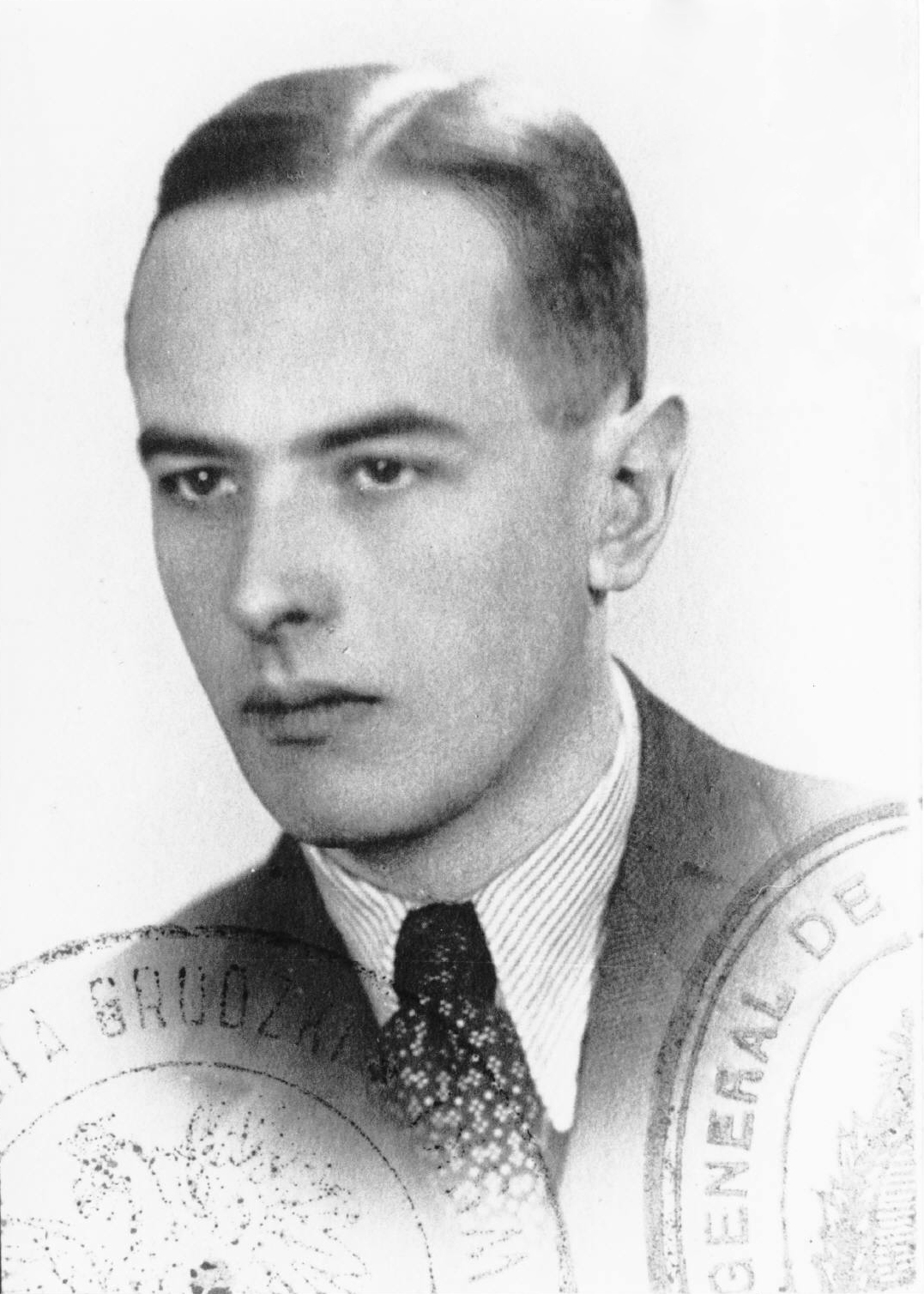
«ڤيتولد» في صورة جواز السفر عام 1939

كان متطرفاً في المزاح الساخر الجارح الذي صار جزءاً من شخصيته، وظل يرافقه في جلسات مقاهي الأدباء في أثناء محطات حياته في وارسو وباريس وبوينس آيرس وبرلين. قطع دراسته عام 1926 مدة سنة قضاها في فرنسا. وفي عام 1935 نشرت أولى أعماله الأدبية وهي مسرحية ««إيڤونا أميرة بورغنديا» التي لم تلق اهتمام كبير آنذاك، في حين نجحت روايته الأولى «فيرديدوركه» عام 1937 نجاحا كبيراً وأثارت كثيراً من اللغط في أوساط النقاد والقراء على حد سواء، وهي تستعرض تصوراً غروتسكياً «grotesque» (مبالغة تهكمية ساخرة) لسيد يصير طفلاً لأن من حوله يعاملونه كطفل.

### المنفى في الأرجنتين
وقد فاجأت الحياة هذا المؤلف «المترف الساخر» بمزحة شيطانية في غاية القسوة، فعندما وصل إلى بوينس آيرس في رحلة سياحية اندلعت الحرب العالمية الثانية، ولم يعد غومبروڤيتش قادراً على العودة إلى الوطن، فتحولت رحلة الأيام المعدودة إلى إقامة قسرية في الغربة من دون معين حتى عام 1963، تجرع فيها أشكال الضيق والعوز كافة. وفي الحرب قُتل بعض أفراد عائلته وتشرد الباقون، ومع هيمنة الشيوعيين على بولونيا عقب الحرب صودرت أملاك العائلة.

### التجربة الأدبية
بدءاً من عام 1947 حتى عام 1955 تمكن الكاتب من أن يعمل سكرتيراً في بنك، وبدأت تصل إليه بعض الأموال من مردود ترجمة أعماله إلى الإنكليزية والفرنسية والألمانية. كما اتصل في عام 1950 بالناشر البولوني الذي كان يعمل في المنفى الباريسي باسم «المؤسسة الأدبية» التي وافقت على إصدار مؤلفاته، ومنها روايته «عبر الأطلسي» عام 1952 وروايةُ «إباحية» عام 1960 التي ترتبط من حيث الثيمة بروايته الأولى «فيرديدوركه»، إلا أن الأحداث هنا تدور في أجواء الريف وعلاقاته الاجتماعية، وبصورة معكوسة، إذ يقود الصغير الممتلئ بالحياة الكبير المحكوم بالموت، من حيث تقييم الموقف تجاه الأحداث والمشاعر. وفي عام 1965 ظهرت روايته «كون» التي عمقت الجدل حول أسلوبه الأدبي. ولولا المساعدات التي كانت تصل إليه من بعض رعاة الأدب الأثرياء، إضافة إلى منحة قدمتها له إذاعة أوربا الحرة لما تمكن غومبروڤيتش من متابعة عمله.

## السنوات الأخيرة في أوروبا

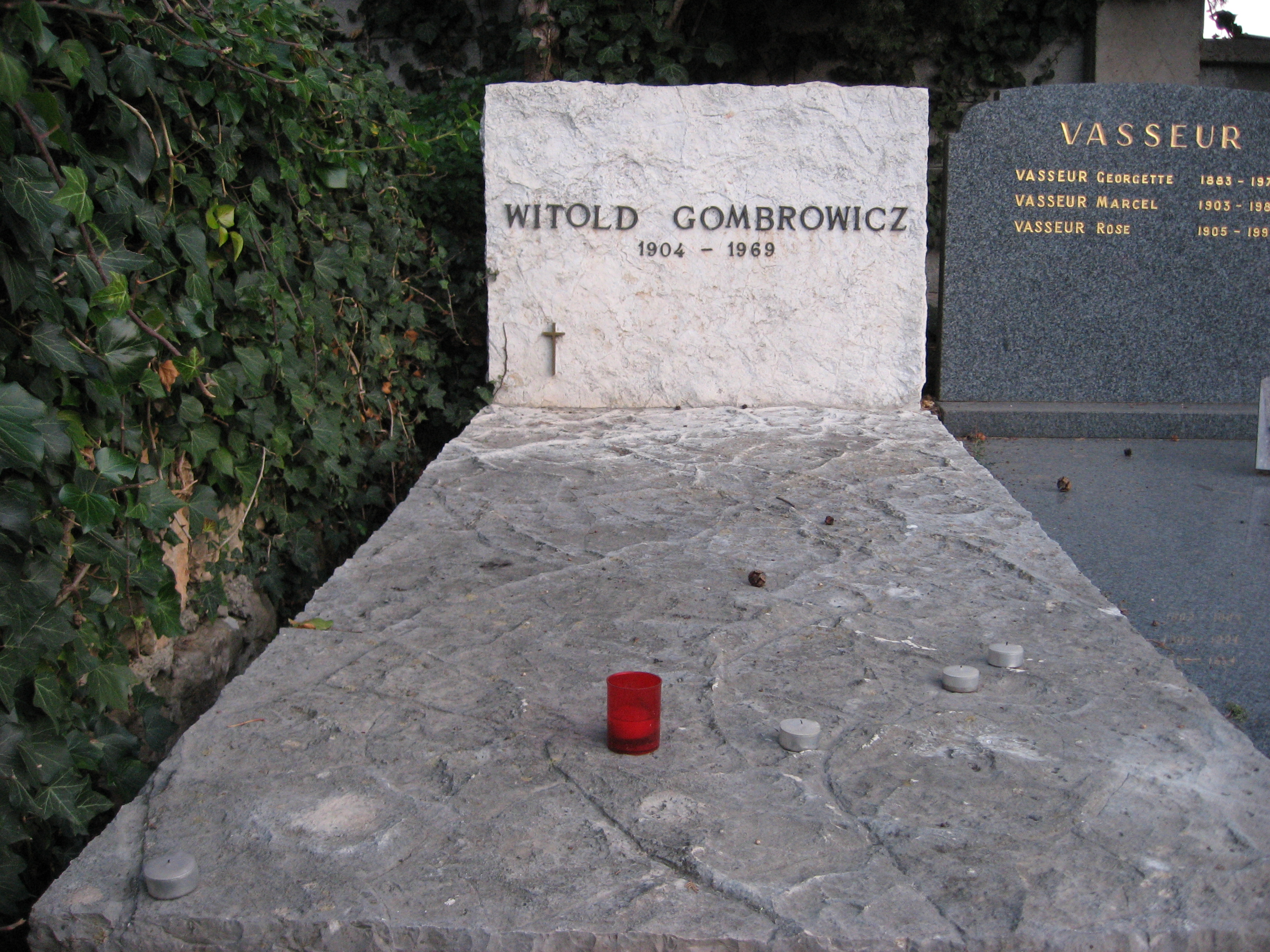
«قبر ڤيتولد غومبروڤيتش في بلدة ڤانس جنوب فرنسا»

### وفاته
تمكن في عام 1963 من مغادرة الأرجنتين والعودة إلى أوربا، فسافر بناء على دعوة من مؤسسة فورد إلى برلين الغربية. وبعد مرور سنة انتقل إلى ڤانس في جنوبي فرنسا حيث استقر في عزلة عن الساحة الأدبية حتى وفاته بتاريخ 24 يوليه عام 1969.

### مؤلفاته
يتألف نتاج غومبروڤيتش الأدبي من أربع روايات وثلاث مسرحيات وعدد من القصص الطويلة، إلى جانب «اليوميات» التي صدرت في ثلاثة مجلدات بين عامي 1953 و1966، إضافة إلى المقالات الأدبية الفنية والأحاديث المسجلة مع الكاتب والناشر الفرنسي دومينيك دي رو. ويرى النقاد أن نتاجه المسرحي والروائي كان عملياً الممهد لظهور مسرح العبث (Theatre of the Absurd) بتجلياته المختلفة بحسب ما ظهر في فرنسا منذ الخمسينيات بأقلام كتاب أوربيين مقيمين في فرنسا، مثل بيكت ويونسكو وأرابال.

### تأثيره الأدبي

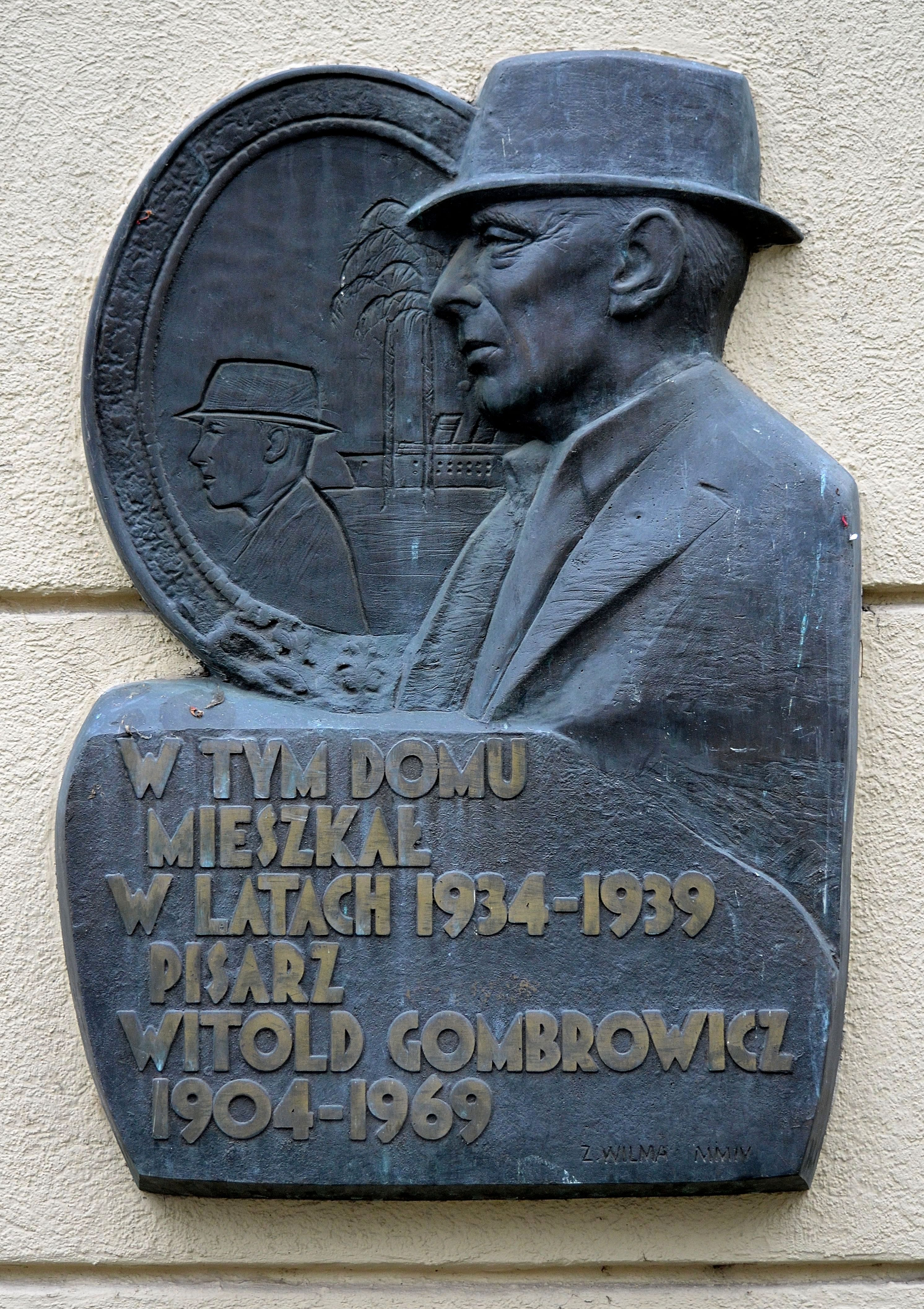
اللوحة التذكارية لڤيتولد غومبروڤيتش في وارسو «موطنه الأصلي» (1934–1939)

كانت أعمال غومبروڤيتش وبرونو شولتس وستانيسلاڤ ڤيتكيڤيتش بمثابة الطليعة الأدبية التي قدمتها بولونيا في القرن العشرين، لكن الاهتمام بخصوصية أدب غومبروڤيتش لم يتجلّ على الصعيد الأوربي إلا مطلع الستينيات، وذلك للاهتمام بالشرط البشري الحديث (modern human condition) الناتج من الحربين العالميتين وتأثيرهما المدمر في الذات الفردية والقيم الاجتماعية والوطنية والدينية. ثم امتد هذا الاهتمام إلى الأمريكيتين وإلى مناطق أخرى من العالم فترجمت أعماله إلى لغات عدة، وقدمت مسرحياته على خشبات مسارح العالم.

## ترجمات إلى العربية
- فيرديدوركه (رواية)، ترجمة أغنيشكا بيوتروفسكا، دار الجمل، 2016[1]
- يوميات 1: 1953-1956، ترجمة أغنيشكا بيوتروفسكا، دار الجمل، 2018[2]
- يوميات 1959-1962، ترجمة أغنيشكا بيوتروفسكا، دار الجمل، 2020

- كون، ترجمة صبا قاسم، دار أثر للنشر والتوزيع، 2023. قالب:رابط ويب

## روابط خارجية
- فيتولد غومبروفيتش على موقع IMDb (الإنجليزية)
- فيتولد غومبروفيتش على موقع الموسوعة البريطانية (الإنجليزية)
- فيتولد غومبروفيتش على موقع مونزينجر (الألمانية)
- فيتولد غومبروفيتش على موقع ألو سيني (الفرنسية)
- فيتولد غومبروفيتش على موقع ميوزك برينز (الإنجليزية)
- فيتولد غومبروفيتش على موقع أول موفي (الإنجليزية)
- فيتولد غومبروفيتش على موقع ديسكوغز (الإنجليزية)
- فيتولد غومبروفيتش على موقع قاعدة بيانات الفيلم (الإنجليزية)
- فيتولد غومبروفيتش على موقع كينوبويسك (الروسية)